# Біологічні ресурси
Біологі́чні ресу́рси (від фр. ressource — допоміжний засіб) — сукупність генетичних ресурсів, організмів або їх частин, популяцій або будь-яких інших біотичних компонентів екосистем, які мають фактичну або потенційну користь або цінність для людства. Біологічні ресурси відносяться до категорії вичерпних відновлюваних природних ресурсів. Основний принцип охорони біологічних ресурсів полягає в їх раціональному використанні, заснованому на збереженні (підтриманні, створенні) оптимальних умов їх природного або штучного відтворення.